# Tierra Adentro 2.ª Sección
Tierra Adentro 2.ª Sección es una ranchería del municipio de Jalpa de Méndez ubicado en la subregión centro del estado mexicano de Tabasco.

## Geografía
La localidad de Tierra Adentro 2.ª Sección se sitúa en las coordenadas geográficas 18°04′36″N 93°01′25″O / 18.076667, -93.023611, a una elevación de 7 metros sobre el nivel del mar.

## Demografía
Según el Conteo de Población y Vivienda 2020, efectuado por el Instituto Nacional de Estadística y Geografía, la localidad de Tierra Adentro 2.ª Sección tiene 800 habitantes, de los cuales 402 son del sexo masculino y 398 del sexo femenino. Su tasa de fecundidad es de 2.62 hijos por mujer y tiene 230 viviendas particulares habitadas.
| Gráfica de evolución demográfica de Tierra Adentro 2.ª Sección entre 1970 y 2020 |
|                                                                                  |
| INEGI.                                                                           |